# Bernard Quainoo
Bernard Quainoo (Akim-Abenase, 1 februari 1987) is een Nederlandse voetballer van Ghanese afkomst die doorgaans als aanvaller speelt.

## Carrière
Quainoo werd geboren in Akim-Abenase. Quainoo begon te voetballen in de jeugdopleiding van FC Eindhoven en PSV. In 2006 tekende hij een contract bij Helmond Sport. Op 6 mei 2008 tekende hij een contract bij FC Den Bosch. Op 28 november 2008 ging hij op proef spelen bij FC Eindhoven.
In 2011 trainde Quainoo mee met Bishop's Stortford FC om zijn conditie op peil te houden. Deze club wilde hem graag een contract geven maar Quainoo had hogere doelen. In 2012 tekende hij een contract bij Rupel Boom FC.

## Interlands

### Nederland onder 15
Op 27 november 2001 maakte Quainoo zijn debuut tegen Wales onder 15. Deze wedstrijd werd gelijkgespeeld met 1-1. Op 29 november 2001 speelde hij zijn tweede interland tegen Wales onder 15 deze wedstrijd werd gewonnen met 2-4.
| Interlands van Quainoo voor Nederland onder 15 | Interlands van Quainoo voor Nederland onder 15 | Interlands van Quainoo voor Nederland onder 15 | Interlands van Quainoo voor Nederland onder 15 | Interlands van Quainoo voor Nederland onder 15 | Interlands van Quainoo voor Nederland onder 15 | Interlands van Quainoo voor Nederland onder 15 |
| №                                              | Datum                                          | Wedstrijd                                      | Uitslag                                        | Competitie                                     | Goals                                          | Assists                                        |
| ---------------------------------------------- | ---------------------------------------------- | ---------------------------------------------- | ---------------------------------------------- | ---------------------------------------------- | ---------------------------------------------- | ---------------------------------------------- |
| 1.                                             | 27 november 2001                               | Wales onder 15 – Nederland onder 15            | 1 – 1                                          | Vriendschappelijk                              | 0                                              | 0                                              |
| 2.                                             | 29 november 2001                               | Wales onder 15 – Nederland onder 15            | 2 – 4                                          | Vriendschappelijk                              | 1                                              | 0                                              |
| 3.                                             | 2 april 2002                                   | Nederland onder 15 – Finland onder 15          | 5 – 0                                          | Vriendschappelijk                              | 1                                              | 0                                              |
| 4.                                             | 4 april 2002                                   | Nederland onder 15 – Finland onder 15          | 5 – 1                                          | Vriendschappelijk                              | 0                                              | 0                                              |

### Nederland onder 16
Op 25 september 2002 maakte Quainoo zijn debuut tegen Ierland onder 16. Deze wedstrijd werd gelijkgespeeld met 0-0.
| Interlands van Quainoo voor Nederland onder 16 | Interlands van Quainoo voor Nederland onder 16 | Interlands van Quainoo voor Nederland onder 16 | Interlands van Quainoo voor Nederland onder 16 | Interlands van Quainoo voor Nederland onder 16 | Interlands van Quainoo voor Nederland onder 16 | Interlands van Quainoo voor Nederland onder 16 |
| №                                              | Datum                                          | Wedstrijd                                      | Uitslag                                        | Competitie                                     | Goals                                          | Assists                                        |
| ---------------------------------------------- | ---------------------------------------------- | ---------------------------------------------- | ---------------------------------------------- | ---------------------------------------------- | ---------------------------------------------- | ---------------------------------------------- |
| 1.                                             | 25 september 2002                              | Nederland onder 16 – Ierland onder 16          | 0 – 0                                          | Vriendschappelijk                              | 0                                              | 0                                              |

### Nederland onder 17
Op 1 oktober 2003 maakte Quainoo zijn debuut tegen Slowakije onder 17. Deze wedstrijd werd gewonnen met 0-1.
| Interlands van Quainoo voor Nederland onder 17 | Interlands van Quainoo voor Nederland onder 17 | Interlands van Quainoo voor Nederland onder 17 | Interlands van Quainoo voor Nederland onder 17 | Interlands van Quainoo voor Nederland onder 17 | Interlands van Quainoo voor Nederland onder 17 | Interlands van Quainoo voor Nederland onder 17 |
| №                                              | Datum                                          | Wedstrijd                                      | Uitslag                                        | Competitie                                     | Goals                                          | Assists                                        |
| ---------------------------------------------- | ---------------------------------------------- | ---------------------------------------------- | ---------------------------------------------- | ---------------------------------------------- | ---------------------------------------------- | ---------------------------------------------- |
| 1.                                             | 1 oktober 2003                                 | Slowakije onder 17 – Nederland onder 17        | 0 – 1                                          | Vriendschappelijk                              | 1                                              | 0                                              |
| 1.                                             | 10 december 2003                               | Nederland onder 17 – Frankrijk onder 17        | 0 – 2                                          | Vriendschappelijk                              | 0                                              | 0                                              |

### Nederland onder 19
Op 2 september 2005 maakte Quainoo zijn debuut tegen IJsland onder 19. Deze wedstrijd werd gewonnen met 1-0
| Interlands van Quainoo voor Nederland onder 19 | Interlands van Quainoo voor Nederland onder 19 | Interlands van Quainoo voor Nederland onder 19 | Interlands van Quainoo voor Nederland onder 19 | Interlands van Quainoo voor Nederland onder 19 | Interlands van Quainoo voor Nederland onder 19 | Interlands van Quainoo voor Nederland onder 19 |
| №                                              | Datum                                          | Wedstrijd                                      | Uitslag                                        | Competitie                                     | Goals                                          | Assists                                        |
| ---------------------------------------------- | ---------------------------------------------- | ---------------------------------------------- | ---------------------------------------------- | ---------------------------------------------- | ---------------------------------------------- | ---------------------------------------------- |
| 1.                                             | 2 september 2005                               | Nederland onder 19 – IJsland onder 19          | 1 – 0                                          | Vriendschappelijk                              | 0                                              | 0                                              |